# 광주광역시 부교육감
광주광역시 부교육감은 광주광역시교육감을 보좌하여 광주광역시교육청의 사무를 지휘·감독하는 고위공무원이다.
부교육감은 나급 상당의 국가직 고위공무원으로 보한다.

## 역대 부교육감
| 선출방식    | 대수 | 이름   | 임기                               | 비고 |
| ----------- | ---- | ------ | ---------------------------------- | ---- |
| 교육부 파견 | 1대  | 김희수 | 1991년 8월 17일 ~ 1992년 9월 30일  |      |
| 교육부 파견 | 2대  | 홍기문 | 1992년 10월 1일 ~ 1994년 3월 3일   |      |
| 교육부 파견 | 3대  | 김재연 | 1994년 3월 4일 ~ 1995년 2월 28일   |      |
| 교육부 파견 | 4대  | 김원본 | 1995년 3월 1일 ~ 1998년 11월 6일   |      |
| 교육부 파견 | 5대  | 김왕복 | 1998년 12월 8일 ~ 1999년 9월 30일  |      |
| 교육부 파견 | 6대  | 안오환 | 1999년 10월 1일 ~ 2001년 11월 26일 |      |
| 교육부 파견 | 7대  | 이승연 | 2001년 12월 10일 ~ 2002년 6월 30일 |      |
| 교육부 파견 | 8대  | 서광수 | 2002년 7월 16일 ~ 2004년 9월 30일  |      |
| 교육부 파견 | 9대  | 기응서 | 2004년 10월 1일 ~ 2005년 8월 31일  |      |
| 교육부 파견 | 10대 | 이영찬 | 2005년 12월 9일 ~ 2007년 7월 31일  |      |
| 교육부 파견 | 11대 | 우승구 | 2007년 8월 1일 ~ 2009년 1월 12일   |      |
| 교육부 파견 | 12대 | 이재민 | 2009년 2월 17일 ~ 2010년 8월 31일  |      |
| 교육부 파견 | 13대 | 박표진 | 2010년 9월 17일 ~ 2013년 2월 28일  |      |
| 교육부 파견 | 14대 | 이계영 | 2013년 4월 12일 ~ 2014년 12월 31일 |      |
| 교육부 파견 | 15대 | 황홍규 | 2015년 1월 1일 ~ 2018년 1월        |      |
| 교육부 파견 | 16대 | 오승현 | 2018년 1월 ~ 2020년 7월 8일        |      |
| 교육부 파견 | 17대 | 류혜숙 | 2020년 7월 9일 ~ 2021년 7월 25일   |      |
| 교육부 파견 | 18대 | 김환식 | 2021년 7월 26일 ~ 2022년 12월 31일 |      |
| 교육부 파견 | 19대 | 장우삼 | 2022년 12월 31일 ~ 2023년 11월 1일 |      |
| 교육부 파견 | 20대 | 박지영 | 2023년 11월 1일 ~ 2024년 7월 1일   |      |
| 교육부 파견 | 21대 | 최승복 | 2024년 9월 19일 ~                  |      |